# Heliosciurus mutabilis
Heliosciurus mutabilis е вид бозайник от семейство Катерицови (Sciuridae).

## Разпространение
Видът е разпространен в Замбия, Зимбабве, Малави, Мозамбик и Танзания.